# 伊野英男
伊野 英男（いの ひでお）は、日本の医学者、医師、医学博士。岡山大学副理事・教授などを務める。

## 概要
専攻は医学（特に医療教育、シミュレーショントレーニングなど）。
- 1992年 - 岡山大学医学部医学科　卒業
- 1997年 - 同　大学院医学研究科　修了
- 2014年 - 同　医療教育統合開発センター　教授
- 2017年 - 同大学　副理事（併任）[1][2]

## 活動
- 学会
  - 日本外科学会
  - 日本内視鏡外科学会
  - 日本臨床外科学会

など